# Hans Pfitzner
Hans Pfitzner (ur. 5 maja 1869 w Moskwie, zm. 22 maja 1949 w Salzburgu) – niemiecki kompozytor, dyrygent i pedagog.

## Życiorys
Studiował we Frankfurcie u Iwana Knorra. Od 1892 do 1934 był dyrygentem i nauczycielem w konserwatoriach w Berlinie, Strasburgu i Monachium, w 1934 przeniósł się do Wiednia, potem do Salzburga. Jako kompozytor kontynuował tradycje niemieckiego neoromantyzmu. Komponował opery (m.in. Der arme Heinrich z 1895,  Die Rose vom Liebesgarten i Palestrina z 1917), jest autorem trzech symfonii, koncertu fortepianowego (1922), skrzypcowego (1923) i dwóch wiolonczelowych (1935 i 1944), a także utworów kameralnych, chóralnych i pieśni.

## Odznaczenia
- Order Pour le Mérite (Prusy, 1924)[1]
- Order Maksymiliana za Naukę i Sztukę (Bawaria, 1926)[2]